# Paul Fallot
Paul Fallot (Estrasburgo, Francia, 25 de junio de 1889 - París, Francia, 21 de octubre de 1960) fue un geólogo y paleontólogo francés. 

## Biografía
Director del Instituto de Geología Aplicada de Nancy (1923-1938), profesor del Collège de France (1937) y miembro de la Academia de Ciencias (1948). 

## Obras
Publicó numerosos trabajos sobre geología de zonas mediterráneas, entre los que cabe destacar:
- Étude géologique de la sierra de Majorque, Paris und Lüttich 1922

- La géologie et les mines de la France d’outre-mer, 1932

- Géologie de la Méditerranée occidentale, mehrere Bände, Paris und Lüttich 1931–1937

- Sur la géologie de l’île d’Ibiza (Baléares)

- Essai sur la géologie du Rif septentrional, Rabbat 1937

- Les progrès de la géologie en Espagne depuis cent ans

- El sistema cretácico en las cordilleras Béticas, Madrid 1944

- Estudios geológicos en la zona subbética entre Alicante y el Río Guadiana Menor, 1945